# Ratko Ninković
Ratko Ninković (Višegrad, 16. travnja 1967.), bosanskohercegovački nogometni trener i bivši nogometaš. Vodio je nekoliko hrvatskih klubova u Hrvatskoj i BiH.

## Životopis
Rođen u Višegradu, a u Sarajevu od osme godine. Diplomirao na pravnom fakultetu. Završio višu trenersku. Posjeduje Uefinu “PRO” diplomu, Uefinu “A” diplomu te Uefinu “B” diplomu.
Polaznik je prva naraštaja bh. trenera s UEFA-inom profesionalnom licencijom.

### Igračka karijera
Igrati je nogomet počeo u sarajevskom Željezničaru u kojem je proveo šest godina, od 1985. do 1991. godine. Nakon toga otišao je igrati nogomet u inozemstvo, u Australiju (Adelaide), Maleziju (Penang) i Nizozemsku (Sparta, Spijkenisse), gdje je okončao karijeru 1999. godine.

### Trenerska karijera
Trenerskim se poslom bavi od 2000. godine i povratkom u BiH. Bio je trener Famosa iz Hrasnice dvije sezone, nakon toga u mladoj momčadi Željezničara. 2005. izabran je za glavnog trenera Željezničara. Ondje nije ostao dugo i već ožujka sljedeće godine odstupio je s dužnosti. Bio je glavnim trenerom u čitlučkom Brotnju. Od ljeta 2007. trenirao je Zvijezdu iz Gradačca u kojoj se afirmirao kao trener. Drugoligaša Zvijezdu preuzeo je na polusezoni i odveo u najviši razred bosanskohercegovačkog nogometa. 5. srpnja 2010. preuzeo je hrvatskog ligaša Segestu iz Siska u kojoj je ostao do siječnja 2011. godine. U Hrvatskoj je šest godina bio trenerom HAŠK-a iz Zagreba. Po tome je postao najdugovječniji trener u Hrvatskoj. U HAŠK-u je ostvario izvrsnu suradnju s upravom. Ostvarili su s uspjehom koncepciju stvaranja i razvitka mladih igrača, rasta u svim kategorijama od seniora do najmlađih kategorija. Sa zadovoljstvom je istaknuo da su profilirali podosta mladih igrača koji danas igraju u trećoj, drugoj i prvoj ligi. Zbog umora podnio je ostavku krajem rujna 2017. godine. Od 30. siječnja 2018. vodi Slogu iz Simin Hana, drugoplasiranog ligaša FBiH.